# Emmeline Pankhurst
Emmeline Pankhurst (tên khi sinh Goulden; 15 tháng 7 năm 1858 - 14 tháng 6 năm 1928) là một nhà hoạt động chính trị và lãnh đạo phong trào đã giúp phụ nữ giành được quyền bỏ phiếu. Bà là người thành lập Liên đoàn Xã hội và Chính trị Phụ nữ. Hoạt động của liên đoàn được công nhận là một yếu tố quan trọng trong việc đạt được quyền bỏ phiếu cho phụ nữ tại Anh. Năm 1999, báo Time vinh danh Pankhurst là một trong 100 người quan trọng nhất của thế kỷ 20. Tờ báo nhận định: "bà đã uốn nắn tư tưởng cho phụ nữ trong thời đại của chúng ta, bà đã chuyển đổi xã hội vào một mô hình mới mà từ đó không thể nào lui trở lại".

## Tiểu sử
Sinh ra với tên Emmeline Goulden và lớn lên ở Manchester, Vương quốc Anh trong một gia đình gồm 10 người con. Cha mẹ của Emmeline là nhà hoạt động chính trị, rất quan tâm đến vấn đề nhân quyền và phụ nữ quyền. Mẹ của Emmeline gốc người Manx thuộc nước Isle của Man. Man là một hòn đảo ở giữa nước Anh và Ireland, là nước đầu tiên trên thế giới đã ban quyền bầu cử cho phụ nữ vào năm 1881. Đây là lý do vì sao Emmeline đã có tiềm thức về phụ nữ quyền bầu cử lúc còn rất nhỏ, chỉ mới 8 tuổi.